# Igor Kostenko
Igor Igorovič Kostenko (ukrajinsko Ігор Ігорович Костенко), 31. december 1991 – 20. februar 2014 je bil ukrajinski novinar, študentski aktivist in wikipedist, ubit med protestnim gibanjem Evromajdan.

## Biografija
Kostenko se je rodil v kraju Zubrec v Ternopilski oblasti. Ker so njegovi starši večinoma delali v Sankt Peterburgu, so ga vzgojili stari starši. Imel je sestro Inno. Kot otrok je obiskoval ukrajinsko katoliško šolo sv. Josefata v mestu Bučač.
Študiral je geografijo na Nacionalni univerzi Ivana Franka v Lvovu. Diplomiral je z diplomsko nalogo o razvoju turizma v Bučaču. Med študijem je delal kot novinar spletne izdaje medija Sportanalitika.
Kostenko je bil wikipedist in redni urejevalec ukrajinske Wikipedije pod uporabniškim imenom Ig2000. V dveh letih in pol je ustvaril več kot 280 člankov o letalstvu, ekonomiji, nogometu ter drugih temah. Kostenkov članek o sovjetskem rušilcu Nezamožnik je prejel oceno "dober članek".

## Smrt
18. februarja 2014 je Kostenko šel v Kijev, da bi se udeležil protestov Evromajdan. Protestov v Kijevu se je pred tem udeležil že večkrat, med drugim 18. novembra 2013, ko so študentske protestnike nasilno razpršile enote Berkut. Protestno gibanje se je začelo, ko je ukrajinski predsednik Viktor Janukovič prelomil obljubo o približevanju EU in se stopnjevalo v več tednov trajajoče nasilne spopade med protestniki in policijo. S prijatelji iz Lvova so šli pomagat graditi barikade za zaščito protestnikov. Zvečer 19. februarja so ostrostrelci začeli streljati na protestnike.
Kostenkovo truplo je bilo odkrito 20. februarja na ulici blizu Oktoberske palače. Bil je ustreljen v glavo in srce ter imel na več mestih zlomljene noge.
Kostenkov prijatelj Jurij Murin je dan po tem povedal, da ga je na dan smrti Kostenko poklical, vendar ni slišal zvonenja telefona. Ko je klic vrnil, je zvonilo v prazno. Kostenko je Murinu med prvimi spopadi na ulici Hruševskogo dal telefonsko številko svojega dekleta in mu rekel »Če se mi kaj zgodi, ji povej, da jo ljubim«. Ta je mislil, da se šali, vendar ko se je nasilje kasneje zopet začelo, ga je Kostenko vprašal, če se še spomni njegove prošnje.
22. februarja je za Kostenkovim mrtvaškim vozom iz Kijeva v Lvov šla procesija več sto ljudi. V Ternopilu se je več kot 500 žalujočih udeležilo vigilije ob svečah. Za Kostenkom in še šest drugih ubitih protestnikov Evromajdana je 23. februarja v Lvovu potekalo žalovanje. Pokopan je bil v rodni vasi Zubrec.

## Zapuščina
21. novembra je Kostenku, poleg drugih aktivistov ubitih med Evromajdanom, bila posmrtno podeljeno odlikovanje Heroj Ukrajine, najvišje odlikovanje, ki ga lahko prejme državljan Ukrajine.
Kostenko je bil za 2014 imenovan za wikipedista leta. Nagrado je ustanovitelj Wikipedije, Jimmy Wales, naznanil med konferenco  Wikimania avgusta 2014 v Londonu. Wales je septembra v Kijevu nagrado predal Kostenkovi sestri Inni.
Ukrajinsko ministrstvo za izobrazbo in znanost je Kostenku posmrtno podelilo naziv študent leta. Po njem je bil poimenovan avditorij na Lvovski univerzi Ivana Franka. Na njegovi gimnaziji v Bučaču je bila postavljena spominska tabla.
27. aprila 2014 je v spomin Kostenka ukrajinska Wikipedija in nevladna organizacija Wikimedia Ukraine izvedla WikiFlashmob, dogodek na katerem je v dnevu čim večje število uporabnikov skušalo urejati Wikipedijo. Idejo za dogodek je Kostenko predlagal 6 mesecev pred smrtjo.
Novembra 2017 je ukrajinska vlada ustanovila štipendije poimenovane po ubitih protestnikih Evromajdana. Kostenkova štipendija je podeljena geografom.

## Galerija
- Rože, sveče in fotografije na mestu, kjer je bilo najdeno njegovo truplo
- Kostenkova pogrebna procesija v Lvovu
- Množica na pogrebu
- Kostenkov grob
- Ukrajinski trizob posajen v čast Kostenku in Vasilu Mojseju v Ternopilu
- Kostenkova spominska tabla na univerzi v Lvovu
- Jimmy Wales naznani Kostenka kot wikipedista leta na Wikimania